# Acrosternum hilare
Acrosternum hilare (of Chinavia hilaris) is een 14 tot 19 millimeter lange wants uit de familie Pentatomidae. De soort komt verspreid over Noord-Amerika voor. In het Engels heet de soort green stink bug, maar de soort is niet dezelfde als de groene schildwants. Deze laatste soort is te onderscheiden aan de bruine delen van de achtervleugels, die bij Acrosternum hilare groen zijn. Beide soorten hebben gemeen dat bij verstoring een stinkende geur wordt afgescheiden.
De wants zuigt met de steeksnuit of rostrum sappen uit bladeren, bloemen en vruchten van diverse planten. Het is een plaaginsect voor veel landbouwgewassen.

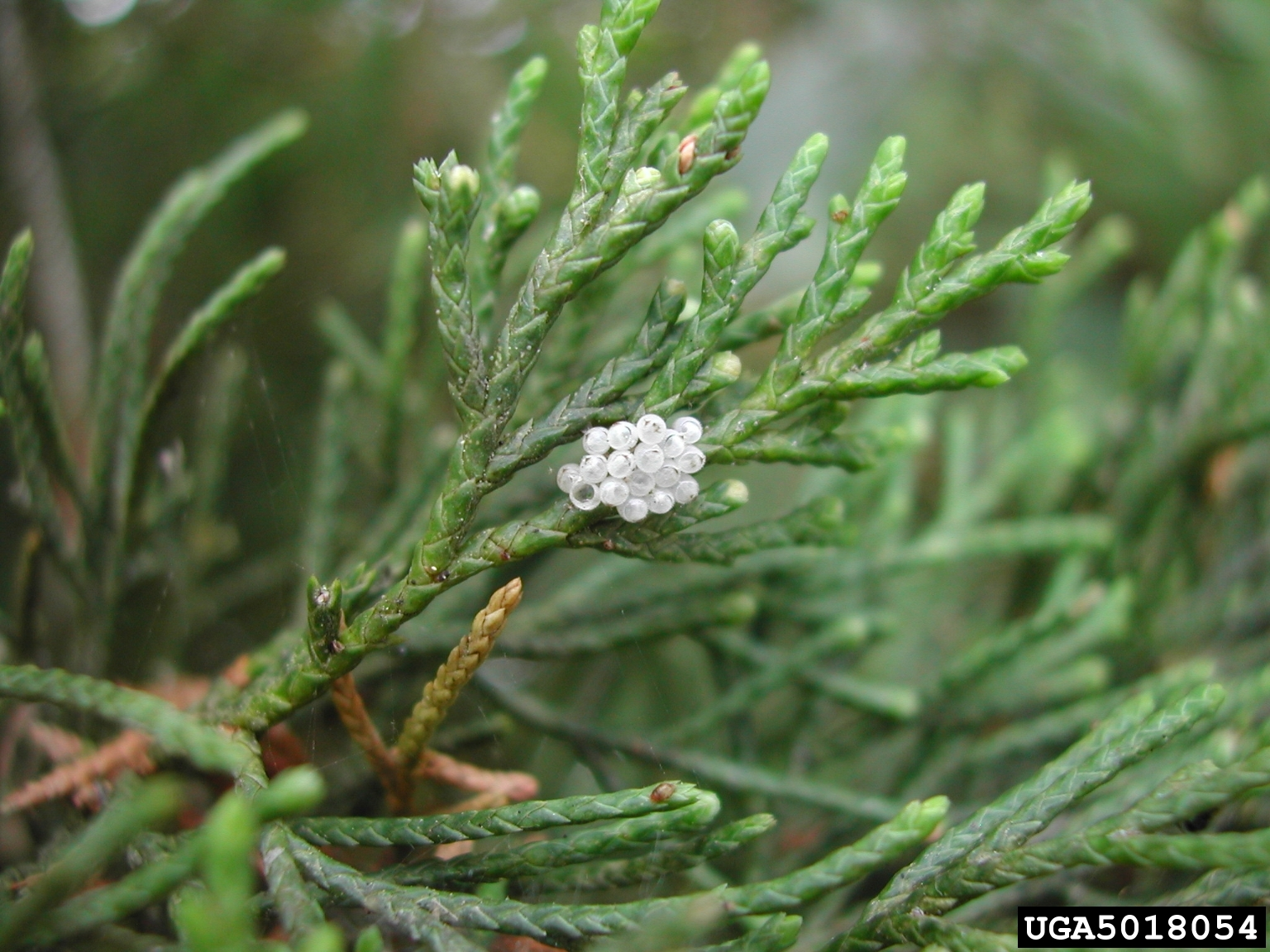
Eitjes
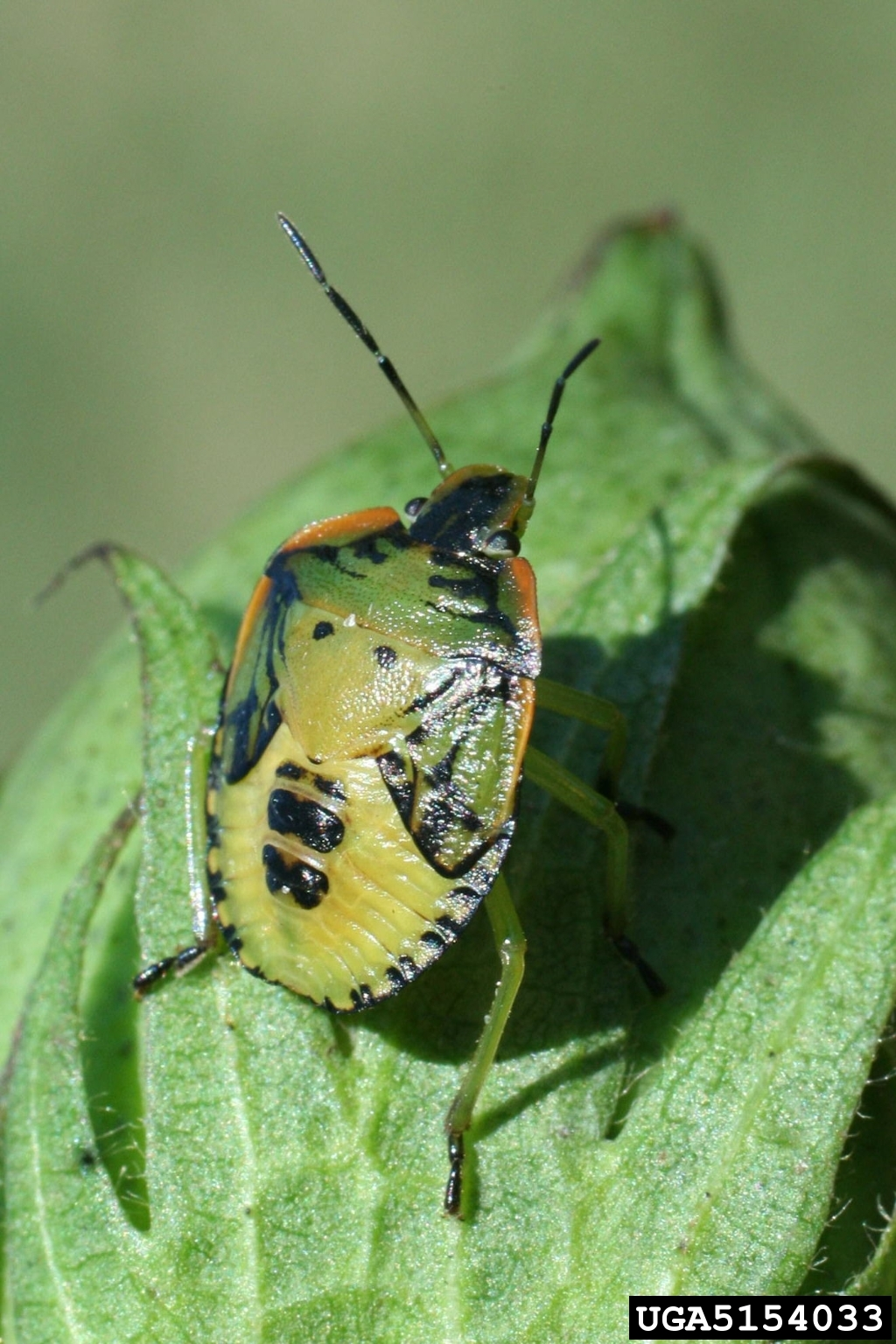
Nimf
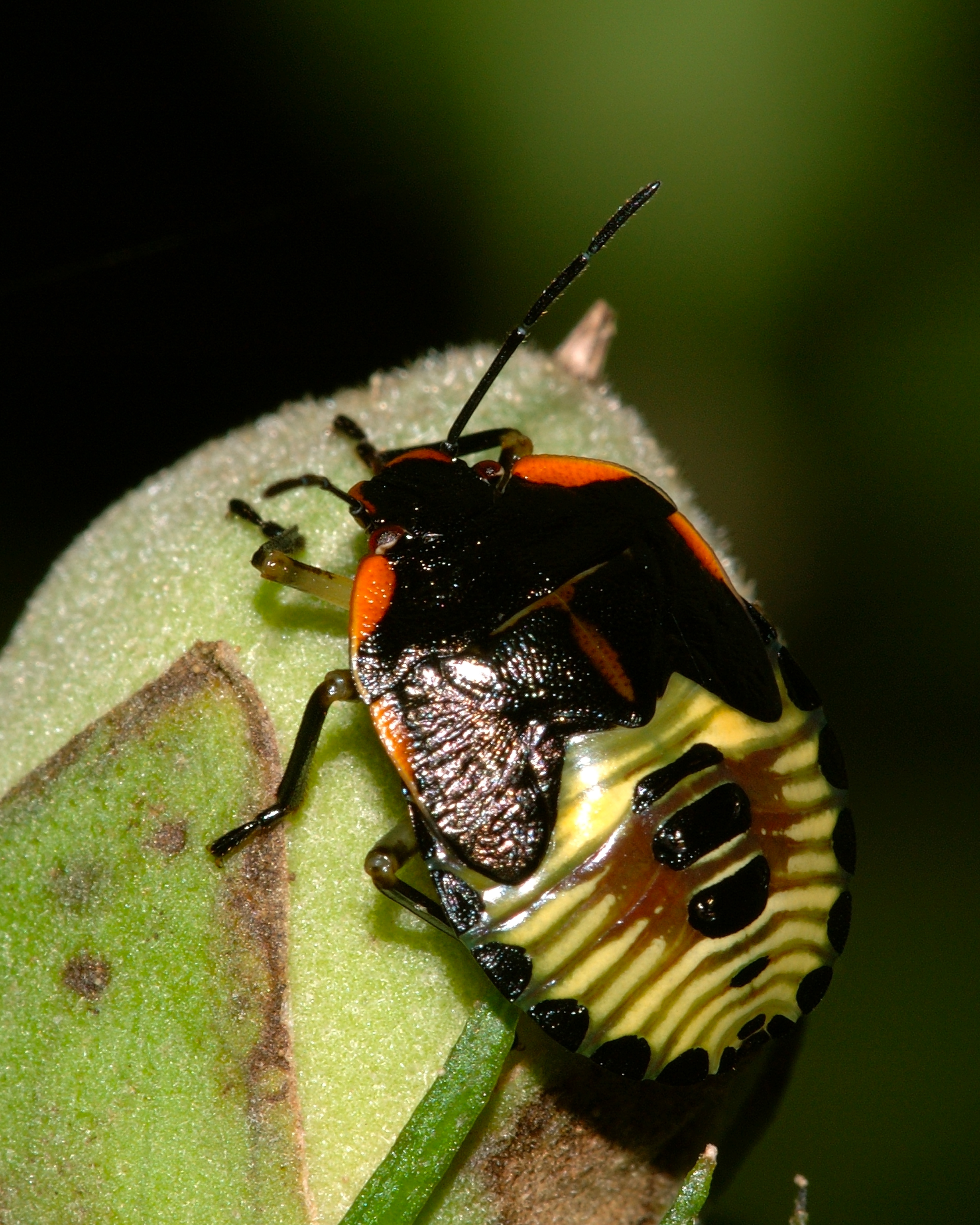
Nimf
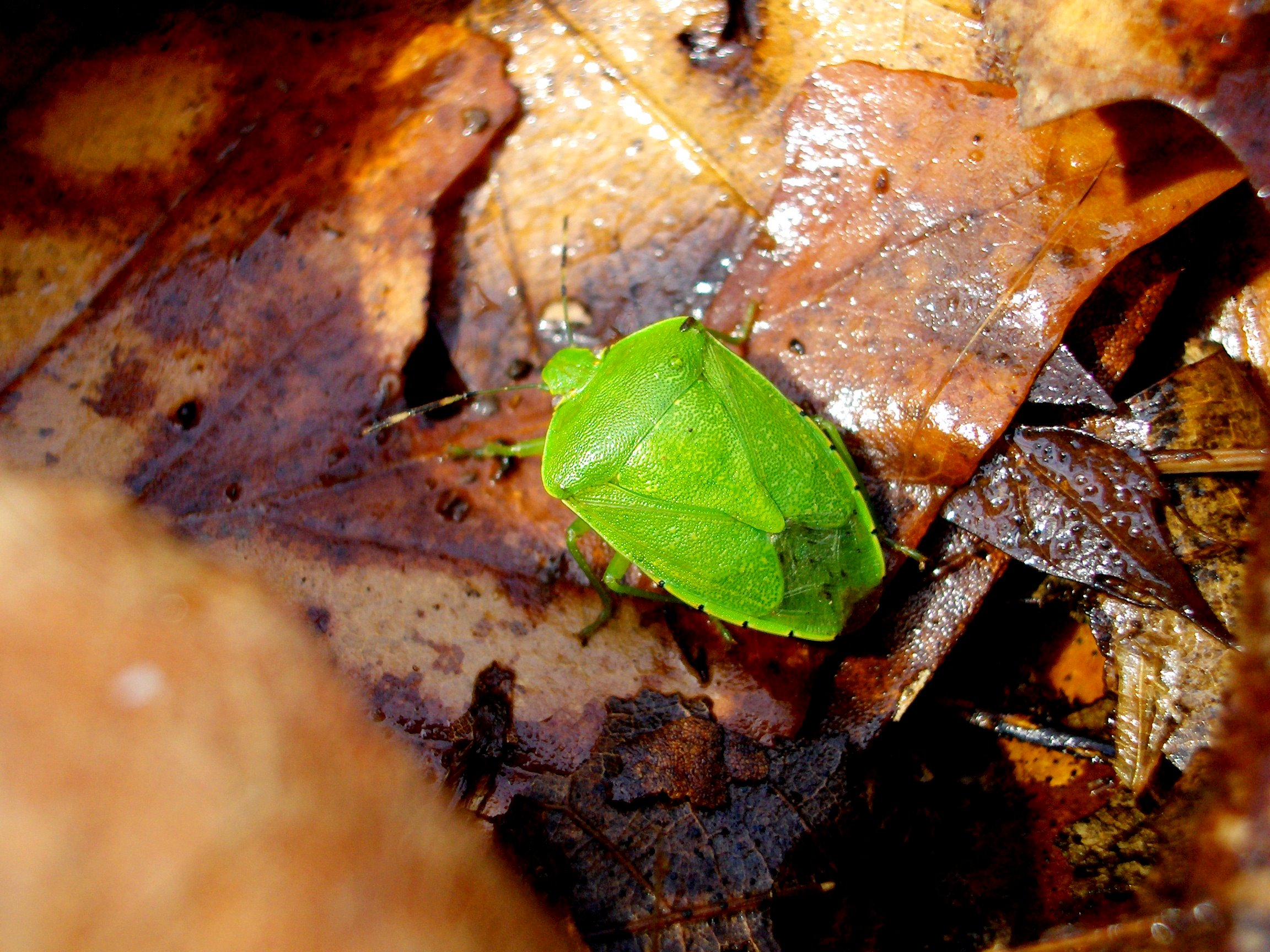
Imago